# Estación Hidroeléctrica Dniéper
La Estación Hidroeléctrica Dniéper es una central hidroeléctrica ubicada en el río Dniéper en Zaporiyia, siendo la más grande de Ucrania y una de las más grandes en Europa. El diseño original antedata al plan de electrificación de GOELRO para la Unión Soviética, que fue adoptado poco después de la Revolución de octubre de 1917, aunque la central hidroeléctrica fue construida entre 1927 y 1932.
Fue destruida durante la Segunda Guerra Mundial por las fuerzas soviéticas para frenar el avance nazi, por lo que tuvo que ser reconstruida entre 1944 y 1950. Más adelante, se cuadriplicó su capacidad gracias a las obras de ampliación entre 1969 y 1980. El 22 de marzo de 2024 la presa fue atacada por las fuerzas rusas en el contexto de la invasión rusa de Ucrania, dejando a la central sin energía.

## Historia
En el curso inferior del río Dniéper existía un tramo de casi 100 kilómetros de largo que estaba lleno de rápidos del Dniéper, aproximadamente la distancia entre las ciudades de Dnipro y Zaporiyia. Durante el siglo XIX, los ingenieros idearon planes para hacer el río navegable, como los proyectos para inundar los rápidos por N. Lelyavsky en 1893, V. Timonov en 1894, S. Maximov y Genrikh Graftio en 1905, A. Rundo y D. Yuskevich en 1910 y L. Yurgevich en 1912.Mientras que el objetivo principal de estos proyectos era mejorar la navegación, la construcción de una planta hidroeléctrica fue otra idea separada, para el "uso del agua corriente".

### Construcción

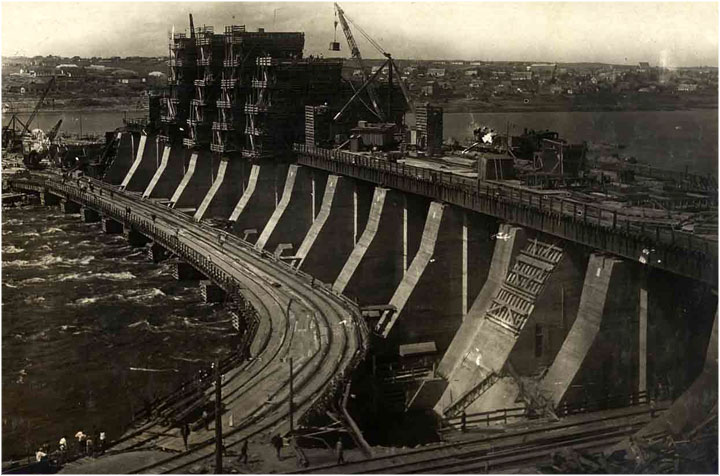
La estación hidroeléctrica en construcción, 1930.

La presa del Dniéper fue construida en terreno rural sin urbanizar en un cruce fluvial llamado Kichkas al norte de la isla de Jórtitsia, con el objetivo de promover la industrialización soviética. Se creó una compañía llamada Dniprobud o Dneprostoi, que más tarde construyó otras presas en la cuenca del Dniéper que existen actualmente. El diseño de la presa se originó durante el plan de electrificación soviética denominado GOELRO que fue aprobado a comienzo de la década de 1920. La central hidroeléctrica fue diseñada por un grupo de ingenieros liderados por Ivan Alexandrov, jefe experto de GOELRO, quien más tarde se convirtió en jefe de Gosplán. La estación permitió el desarrollo de industrias de gran consumo de energía, como producción de aluminio, que fueron esenciales para la Fuerza Aérea Soviética.
El proyecto de la presa se influenció de la construcción de la central hidroeléctrica Sir Adam Beck en las cataratas del Niágara, en Ontario, la central hidroeléctrica de Island Maligne, en Quebec, y la central hidroeléctrica de La Gabelle, en el río San Mauricio. El 17 de septiembre de 1932, el gobierno soviético galardonó a seis ingenieros estadounidenses con la Orden de la Bandera Roja del Trabajo por "su excelente trabajo en la construcción de la presa".
La industrialización soviética estuvo acompañada de un gran movimiento propagandístico. León Trotski, entonces fuera del poder, impulsó la idea dentro del Politburó gobernante en 1926. En un discurso al movimiento Komsomol, dijo:

En el sur de Dniéper corre su curso por las tierras más ricas de valor industrial; y malgasta el peso prodigioso de su presión, juega sobre rápidos antiquísimos y espera hasta que enjaecemos su corriente, limítenlo con presas, y lo obligaran a dar las luces a ciudades, para manejar las fábricas, y enriquecer la tierra de labrantío. ¡Nosotros la obligaremos!
Leon Trotsky

La presa y sus edificios fueron diseñados por los arquitectos constructivistas Víktor Vesnín y Nikolái Kolli. La construcción empezó en 1927 y fue terminada en 1932, creando la primera planta hidroeléctrica en la RSS de Ucrania. Los 560 MW que engendra la convirtieron en la estación hidroeléctrica soviética más grande en su tiempo y la tercera del mundo tras la presa Hoover y la presa Wilson, ambas en Estados Unidos, impulsando el desarrollo de las zonas industriales de Zaporiyia, Kryvyi Rih y Dnipropetrovsk. Los primeros cinco generadores de energía fueron producidos por la Compañía General Eléctrica, mientras que durante el Plan Quinquenal se añadieron cuatro generadores más producidos en Leningrado.

### Reconstrucción

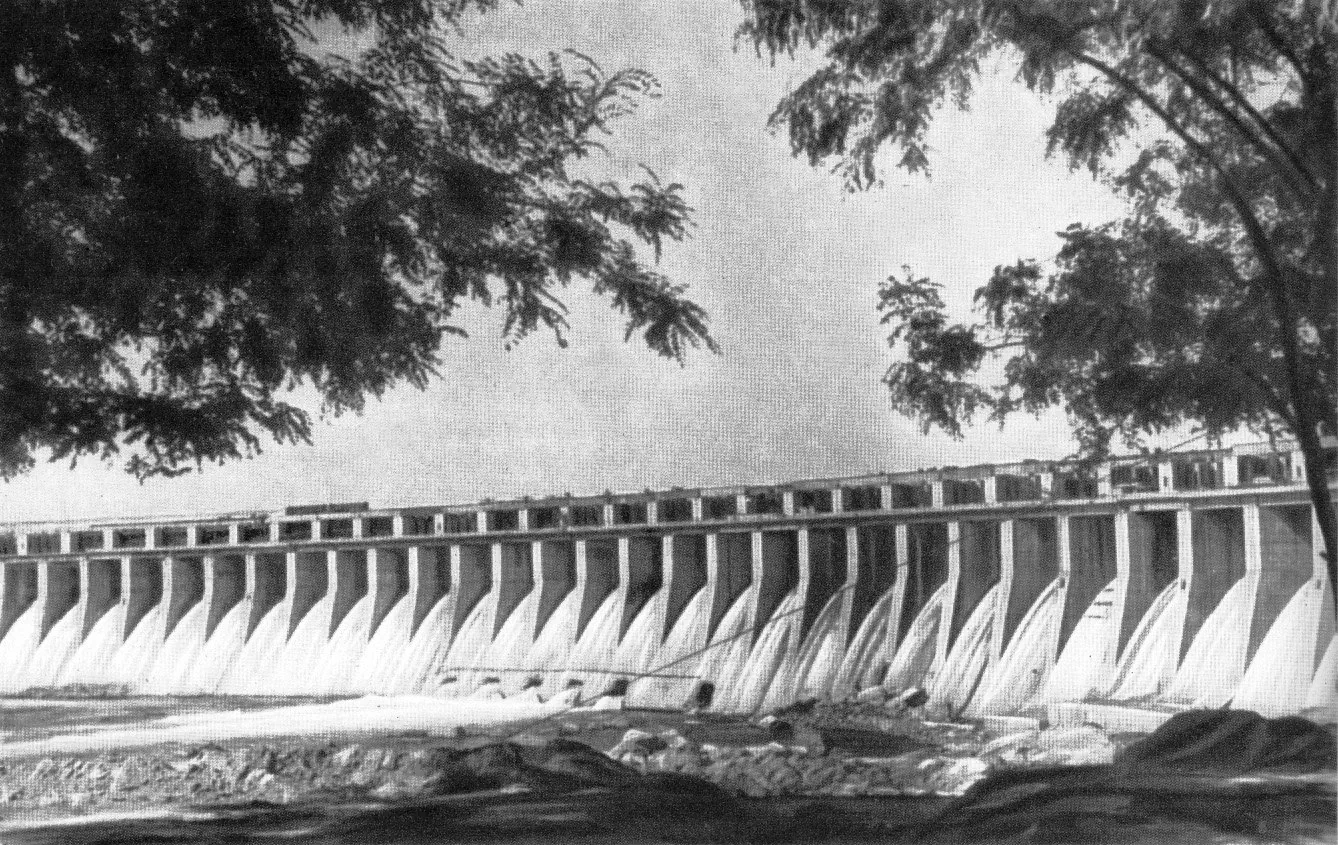
La presa Dniéper después de la Segunda Guerra Mundial, 1947.

Durante la Segunda Guerra Mundial, la presa y la central hidroeléctrica fueron dinamitadas por el Ejército Rojo en 1941 debido a la invasión nazi de la Unión Soviética. La consecuente inundación mató a entre 20.000 y 100.000 civiles, así como oficiales del Ejército Rojo que estaban cruzando el río en ese momento. Aunque se frustró un segundo intento de dinamitar la presa cuando las fuerzas nazis se retiraron en 1943, la presa ya se encontraba muy dañada, por lo que tuvieron que realizarse tareas de reconstrucción entre 1944 y 1949.La compañía eléctrica nacional mandó tres nuevos generadores de 90 MW para la presa en 1946, reemplazando los generadores de 77,5 MW destruidos durante la Segunda Guerra Mundial. La central volvió a tener suministro eléctrico en 1950, y se construyó una segunda central entre 1969 y 1980, ampliando la capacidad de producción a 828 MW.

### Independencia
Durante la primavera de 2016 se retiraron todos los símbolos comunistas, incluyendo una placa que indicaba que la presa fue denominada Vladimir Lenin, con el objetivo de cumplir las leyes de descomunización de Ucrania.
El 22 de marzo de 2024 la presa y su central eléctrica fueron atacados por ocho misiles lanzados por Rusia como parte de un ataque masivo para destruir la infraestructura energética de Ucrania, matando a una persona. El ataque dañó la estructura de la presa, aunque los expertos indicaron que no había riesgo de fuga. El jefe de la compañía eléctrica nacional, Ukrhydroenergo, declaró que una de las dos centrales hidroeléctrica se encontraba en estado crítico tras ser atacada por dos misiles. La central perdió un tercio de su capacidad,se cerró el suministro a Bilenke, bajo la presa,y la compañía nacional declaró que se tardarían "años" en su restauración.Los daños medioambientales se estimaron en 3,5 millones de dólares.
El 12 de abril de 2024 la presa se incendió debido a un ataque con drones lanzado por Rusia. El fuego produjo la filtración de más de media tonelada de productos óleos al río Dniéper.La estructura de nuevo se encontraba en "estado crítico" tras un nuevo ataque ruso el 1 de junio.